# Song Number 1
"Song Number 1" är en sång av den ryska musikgruppen Serebro. Gruppen representerade Ryssland i Eurovision Song Contest 2007 i Helsingfors, Finland, där de tävlade med låten. Serebro slutade på tredje plats i tävlingen, med 207 poäng, efter Ukraina och vinnaren Serbien. 